# Solenastrea hyades
Solenastrea hyades är en korallart som först beskrevs av James Dwight Dana 1846.  Solenastrea hyades ingår i släktet Solenastrea och familjen Faviidae. IUCN kategoriserar arten globalt som livskraftig. Inga underarter finns listade i Catalogue of Life.